# 七姓漢人
七姓漢人（しちしょうかんじん）は、応神天皇の時代に阿知使主とともに日本に帰化した漢人。朱・李・多・皀郭・皀・段・高の7つの姓があった。単に七姓とも表記される。

## 渡来伝承
阿知使主(阿知王)については『日本書紀』『続日本紀』『新撰姓氏録』などに日本への帰化についての記録がある。『日本書紀』によれば、応神天皇20年9月、倭漢直の祖の阿智使主と、その子都加使主が、17県の党とともに帰化した。しかし、この時期には漢氏(東漢氏)の祖だという記録は存在しなかった。
『続日本紀』延暦四年（785年）六月の条によれば坂上苅田麻呂は自ら権威を与えるために阿智王の末裔氏族東漢氏出身を称し、漢氏(東漢氏)の祖・阿智王は東方の国（日本）に聖人君子がいると聞いたので帯方郡から「七姓民」とともにやってきたと述べた。
『新撰姓氏録』「坂上氏条逸文」には、阿智使主と同時期の来日である七姓漢人（朱・李・多・皀郭・皀・段・高）およびその子孫、桑原氏、佐太氏等と、仁徳天皇の時代に阿智使主が朝鮮半島から連れてきたとされる村主氏が記されている。

## 七姓漢人
「坂上系図」は『新撰姓氏録』第23巻を引用し、七姓について以下のように説明している。
- 段 （古記には段光公とあり、員氏とも） - 高向村主、高向史、高向調使、評(こほり　郡)首、民使主首の祖。
- 李 - 刑部史の祖。
- 皀郭 - 坂合部首、佐大首の祖。
- 朱 - 小市、佐奈宜の祖。
- 多 - 檜前非調使の祖。
- 皀 - 大和国宇太郡佐波多村主、長幡部の祖。
- 高 - 檜前村主の祖。

## 百姓漢人
また、阿知王は百姓漢人を招致し、その末裔には高向村主、西波多村主、平方村主、石村村主、飽波村主、危寸(きそ)村主、長野村主、俾加村主、茅沼山村主、高宮村主、大石村主、飛鳥村主、西大友村主、長田村主、錦部村主、田村村主、忍海村主、佐味村主、桑原村主、白鳥村主、額田村主、牟佐村主、田賀村主、鞍作村主、播磨村主、漢人村主、今来村主、石寸（いわれ）村主、金作村主、尾張の次角村主があるという。

## 居住地
漢人族は大和国今来郡、のち高市郡檜前（ひのくま）郷に住んだ。一時は9割が漢人族となり、漢人族の民忌寸、蔵垣忌寸、蚊屋忌寸、文山口忌寸らが天平元年（729年）から高市郡司に任ぜられた。その後狭くなったので、摂津、参河、近江、播磨、阿波にも移住した。ほかに美濃、越前、備中、周防、讃岐、伊勢、甲斐、河内、丹波、美作、備前、肥前、豊後にも住んだ。

## 末裔
※忌寸は「氏」と表記した。
- 「坂上系図」によれば阿智使主の子・都加使主の長男・山木直からは民氏、檜原氏、平田氏、粟村氏、小谷氏、軽氏、夏身氏、韓口氏、新家氏、門氏、蓼原（たてはら）氏、高田氏、田井氏、狩氏、東文部氏、長尾氏、檜前氏、谷氏、文部谷氏、文部岡氏、路氏が出た[3]。

- 阿智王の次男・志努直からは、東漢費氏、成努氏が出た。
  - 志努直の長男阿素奈直は田部氏の祖となった[5]。
  - 次男志多直からは黒丸、拾、倉門、呉原、斯佐、石占、くにまぎ[国＋(爪の下に見)[6]]、井上、石村、林氏らの姓氏が出た[5]。
  - 三男の阿良直からは、郡、榎井、河原、忍坂、与努、波多、長尾氏らが出た[5]。
  - 四男の刀禰直からは畝火、荒田井、芸垣が出た[5]。荒田井氏には都城建設時の官僚倭漢荒田井比羅夫がいる[7]
  - 五男の鳥直からは酒人氏が出た[5]。
  - 六男の駒子直は宗家東漢氏を継いだ[5]。
  - 七男の韋久佐直からは白石氏が出た[5]。
- 阿智王の三男の爾波伎直からは、山口氏、文山口氏、桜井氏、調(つき)氏[8]、谷氏、文氏、文池氏らが出た[3]。

石占（いしうら）氏は摂津の倉人・蔵人氏とも同祖と伝わる。